# Зебжидовиці (Малопольське воєводство)
Зебжидовиці (пол. Zebrzydowice) — село в Польщі, у гміні Кальварія-Зебжидовська Вадовицького повіту Малопольського воєводства.
Населення — 1997 осіб (2011).

## Історія
У 1975-1998 роках село належало до Бельського воєводства, підпорядковувалося районній адміністрації у Вадовицях.

## Демографія
Демографічна структура станом на 31 березня 2011 року:
|          | Загалом | Допрацездатний вік | Працездатний вік | Постпрацездатний вік |
| -------- | ------- | ------------------ | ---------------- | -------------------- |
| Чоловіки | 986     | 190                | 703              | 93                   |
| Жінки    | 1011    | 213                | 607              | 191                  |
| Разом    | 1997    | 403                | 1310             | 284                  |